# Popetre
Popetre – wieś w Słowenii, w gminie miejskiej Koper. 1 stycznia 2018 liczyła 150 mieszkańców.